# Mervyn Johns
Mervyn Johns (18. února 1899 – 6. září 1992) byl velšský divadelní, televizní a filmový herec. Narodil se v Pembroke a svou kariéru zahájil ve dvacátých letech v divadle. Svou první filmovou roli dostal v roce 1935. V roce 1920 se jeho manželkou stala klavíristka Alys Steele. Manželství skončilo její smrtí v roce 1971. Jejich dcera Glynis Johns byla rovněž herečkou. Johns se v roce 1976 oženil s herečkou Diana Churchill, se kterou zůstal až do své smrti. Zemřel v roce 1992 ve věku 93 let.